# 미스터 좀비
"미스터 좀비"는 2010년에 개봉한 대한민국의 영화이다.

## 캐스팅
- 원풍연 : 영철 역
- 배누리 : 소라 역
- 김동현 : 깔깔이남 역
- 노형욱 : 진호 역
- 전현숙 : 영철아내 역
- 이용녀 : 깔깔이엄마 역
- 문영동 : 장 사장 역
- 이상훈 : 오 사장 역
- 조재윤 : 조용팔 역
- 한송우 : 똥팔이 역
- 김창수 : 광팔이 역
- 박문아 : 미희 역
- 김양진 : 선영 역
- 김정우 : 오피스텔 경비 역